# Seznam netopýrů Česka
  Seznam netopýrů v Česku uvádí všechny letouny vyskytující se volně, třeba i na malém území v Česku. Celkem se jedná o 27 druhů.

## Létavcovití (Miniopteridae)
| Druh                                       | Obrázek | Ohrožení dle ČR | Ohrožení dle IUCN | Původ taxonu |
| ------------------------------------------ | ------- | --------------- | ----------------- | ------------ |
| létavec stěhovavý Miniopterus schreibersii |         | silně ohrožený  | 4                 | • původní    |

## Netopýři (Vespertilionidae)
| Druh                                       | Obrázek | Ohrožení dle ČR   | Ohrožení dle IUCN | Původ taxonu |
| ------------------------------------------ | ------- | ----------------- | ----------------- | ------------ |
| netopýr černý Barbastella barbastellus     |         | kriticky ohrožený | 5                 | • původní    |
| netopýr severní Eptesicus nilssonii        |         | silně ohrožený    | 3                 | • původní    |
| netopýr večerní Eptesicus serotinus        |         | silně ohrožený    | 3                 | • původní    |
| netopýr Saviův Hypsugo savii               |         | silně ohrožený    | 2                 | • původní    |
| netopýr alkathoe Myotis alcathoe           |         | silně ohrožený    | 2                 | • původní    |
| netopýr velkouchý Myotis bechsteinii       |         | silně ohrožený    | 2                 | • původní    |
| netopýr Brandtův Myotis Brandtii           |         | silně ohrožený    | 3                 | • původní    |
| netopýr pobřežní Myotis dasycneme          |         | kriticky ohrožený | 7                 | • původní    |
| netopýr vodní Myotis daubentonii           |         | silně ohrožený    | 3                 | • původní    |
| netopýr brvitý Myotis emarginatus          |         | kriticky ohrožený | 5                 | • původní    |
| netopýr velký Myotis myotis                |         | kriticky ohrožený | 5                 | • původní    |
| netopýr vousatý Myotis mystacinus          |         | silně ohrožený    | 3                 | • původní    |
| netopýr řasnatý Myotis nattereri           |         | silně ohrožený    | 3                 | • původní    |
| netopýr obrovský Nyctalus lasiopterus      |         | silně ohrožený    | 5                 | • původní    |
| netopýr stromový Nyctalus leisleri         |         | silně ohrožený    | 2                 | • původní    |
| netopýr rezavý Nyctalus noctula            |         | silně ohrožený    | 5                 | • původní    |
| netopýr parkový Pipistrellus nathusii      |         | silně ohrožený    | 2                 | • původní    |
| netopýr hvízdavý Pipistrellus pipistrellus |         | silně ohrožený    | 3                 | • původní    |
| netopýr nejmenší Pipistrellus pygmaeus     |         | silně ohrožený    | 2                 | • původní    |
| netopýr jižní Pipistrellus kuhlii          |         | silně ohrožený    | 3                 | • původní    |
| netopýr ušatý Plecotus auritus             |         | silně ohrožený    | 3                 | • původní    |
| netopýr dlouhouchý Plecotus austriacus     |         | silně ohrožený    | 4                 | • původní    |
| netopýr pestrý Vespertilio murinus         |         | silně ohrožený    | 2                 | • původní    |
| netopýr východní Myotis blythii            |         | silně ohrožený    | 7                 | • původní    |

## Vrápencovití (Rhinolophidae)
| Druh                                     | Obrázek | Ohrožení dle ČR   | Ohrožení dle IUCN | Původ taxonu |
| ---------------------------------------- | ------- | ----------------- | ----------------- | ------------ |
| vrápenec malý Rhinolophus hipposideros   |         | kriticky ohrožený | 6                 | • původní    |
| vrápenec velký Rhinolophus ferrumequinum |         | kriticky ohrožený | 7                 | • původní    |